# Otto Fretter-Pico

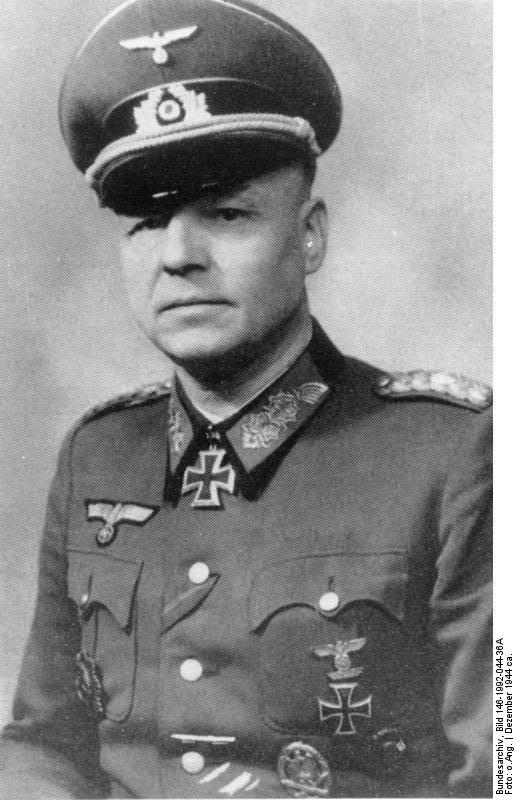
Otto Fretter-Pico (1944)

Otto Fretter-Pico (* 2. Februar 1893 in Karlsruhe; † 30. Juli 1966 in Flims, Kanton Graubünden/Schweiz) war ein deutscher Generalleutnant im Zweiten Weltkrieg.

## Leben
Fretter-Pico trat am 14. Juli 1914 als Offiziersanwärter in das Feldartillerie-Regiment „Großherzog“ (1. Badisches) Nr. 14 in Karlsruhe ein. Bei Ausbruch des Ersten Weltkriegs kam er mit seinem Regiment an die Westfront und verblieb den gesamten Krieg über dort. Unterbrechungen erfolgten lediglich durch eine Kommandierung in den Stab der 28. Division von Februar bis Mai 1916 und dann noch einmal kurzzeitig im Oktober desselben Jahres. Außerdem absolvierte Fretter-Pico Ende 1916 einen zweimonatigen Lehrgang an der Artillerieschule. Bereits am 27. Januar 1915 war er zum Leutnant befördert worden. Ab September 1917 übernahm er als Chef die 6. Batterie des Regiments und behielt diese Stellung bis Kriegsende unter Beförderung zum Oberleutnant am 18. Oktober 1918 bei.
In diesem Rang erfolgte seine Übernahme in die Reichswehr und seine Zuordnung zum Artillerie-Regiment 13 in Königsberg. Am 1. Januar 1921 erfolgte seine Versetzung in das 5. Artillerie-Regiment nach Fulda. Hier verblieb er mit kleinen Unterbrechungen bis Oktober 1928. Am 1. Februar 1928 war er zum Hauptmann befördert worden. Nach einer kurzzeitigen Versetzung in den Regimentsstab wurde er in die Heeresabteilung T 1 des Truppenamtes im Reichswehrministerium nach Berlin abkommandiert. Im Anschluss daran erfolgte am 1. Oktober 1930 seine Versetzung in die 7. (Bayerische) Sanitäts-Abteilung nach München. Man ernannte ihn am 1. Mai 1933 zum Adjutanten in der 7. (Bayerische) Fahr-Abteilung und am 1. Oktober 1933 zum Chef der 2. Eskadron. Am 13. September 1934 wurde er abberufen und kurzzeitig mit der Führung des III. Bataillons des Artillerie-Regiments Münster bis 1. Oktober 1934 beauftragt. Man versetzte ihn anschließend in das Reichswehrministerium nach Berlin zum Inspekteur der Artillerie (Abteilung In 4), beförderte ihn am 1. Januar 1935 zum Major sowie am 1. Oktober 1937 zum Oberstleutnant. Am 10. November 1938 kehrte Fretter-Pico nach Bayern zurück, übernahm in Ingolstadt die Beobachtungs-Abteilung 7 und absolvierte im Januar 1939 einen Lehrgang in Jüterbog an der dortigen Artillerieschule.
Zu Beginn des Zweiten Weltkriegs kam er mit seiner Abteilung zunächst während des Überfalls auf Polen zum Einsatz. Am 6. Februar 1940 erhielt er das Kommando über das Artillerie-Regiment 297, führte es während des Westfeldzuges in Frankreich und später im Krieg gegen die Sowjetunion. In der Zwischenzeit war er am 1. September 1940 zum Oberst befördert worden. Er gab das Regiment am 7. Februar 1942 ab, wurde zum Artilleriekommandeur 102 (Arko 102) ernannt und führte die Einheit bis zu deren Auflösung am 20. Dezember 1942. Fretter-Pico wurde dann in die Führerreserve versetzt, am 20. Februar 1943 reaktiviert und mit der Führung der 57. Infanterie-Division beauftragt und schließlich am 1. Mai 1943 zu deren Kommandeur ernannt, nachdem man ihn am 1. März zum Generalmajor befördert hatte.

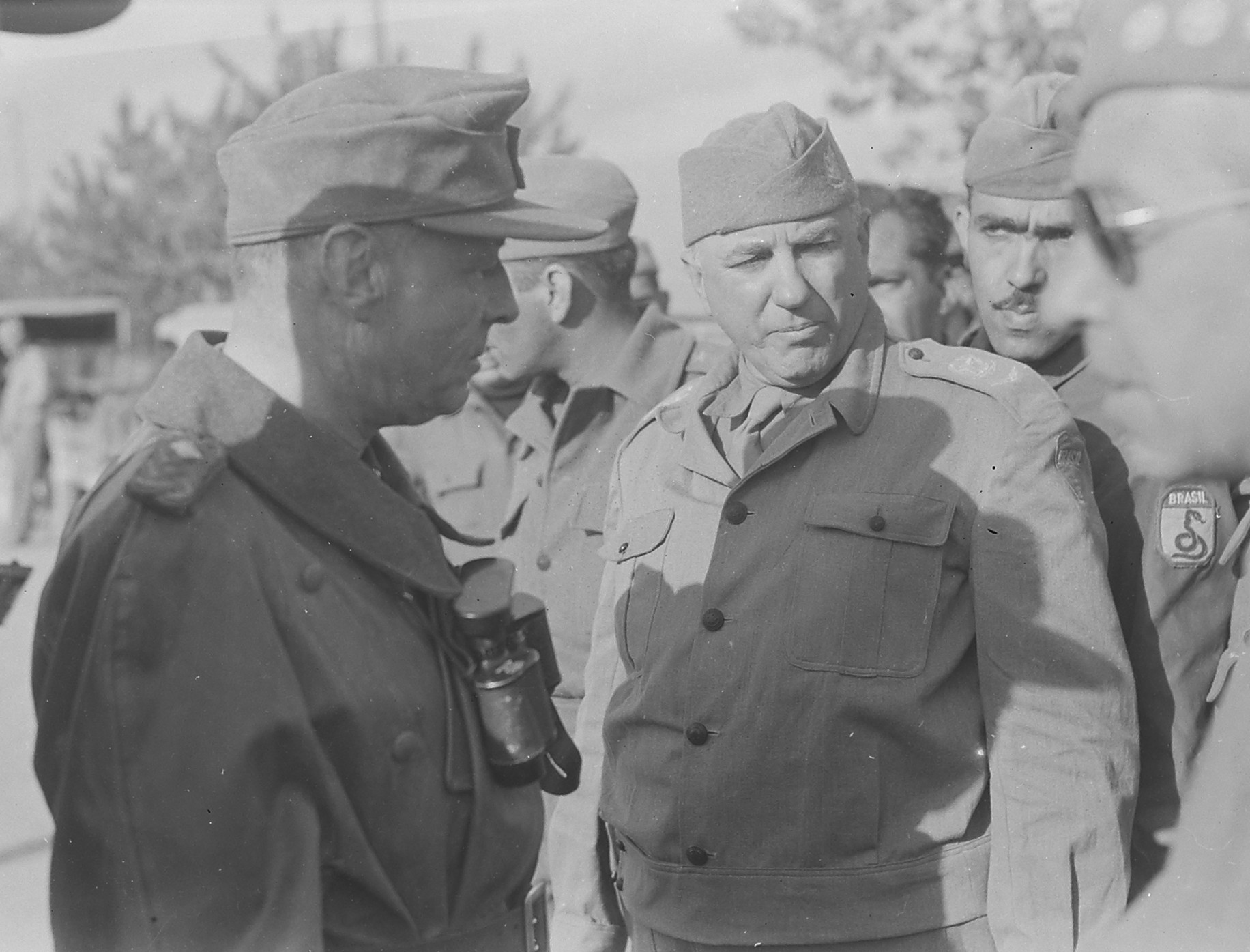
Fretter-Pico ergibt sich General Olímpio Falconièri von der FEB.

Ende September 1943 wurde Fretter-Pico zum Kommandeur der 148. Reserve-Division ernannt, war mit dieser in Südfrankreich im Einsatz und nach der Landung der Alliierten für die Sicherung der Alpenpässe zwischen Frankreich und Italien verantwortlich. Auch nach der Umbenennung in 148. Infanterie-Division blieb Fretter-Pico Kommandeur und wurde am 20. Oktober 1944 zum Generalleutnant befördert. In der Folgezeit war die Division in Rückzugsgefechte gegen die vorrückenden Amerikaner verwickelt. Im Laufe der alliierten Frühjahrsoffensive 1945 geriet er mit dem Gros seines Großverbandes am 28. April 1945 in brasilianische Kriegsgefangenschaft.
Nach seiner Entlassung am 7. Juli 1948 siedelte er in die Schweiz über und setzte sich dort zur Ruhe. Fretter-Pico verstarb im Alter von 73 Jahren am 30. Juli 1966 in Flims, Kanton Graubünden in der Schweiz.
Der ein Jahr ältere Maximilian Fretter-Pico, ebenfalls Offizier und zuletzt General der Artillerie im Zweiten Weltkrieg, war sein Bruder.

## Auszeichnungen
- Eisernes Kreuz (1914) II. und I. Klasse[2]
- Verwundetenabzeichen (1918) in Schwarz[2]
- Hohenzollernsches Ehrenkreuz III. Klasse mit Schwertern[2]
- Ritterkreuz II. Klasse des Ordens vom Zähringer Löwen mit Schwertern[2]
- Spange zum Eisernen Kreuz II. und I. Klasse
- Deutsches Kreuz in Gold am 11. Dezember 1941[3]
- Ritterkreuz des Eisernen Kreuzes am 12. Dezember 1944[3]
- Allgemeines Sturmabzeichen
- Medaille „Winterschlacht im Osten 41/42“